# セミラミスの天秤
『セミラミスの天秤』（セミラミスのてんびん）は、キャラメルBOXより2014年6月27日に発売されたアダルトゲーム。
2015年2月6日、本編では語られることのなかったサブヒロイン達のサブストーリーが『セミラミスの天秤 Fated Dolls』として発売された。

## あらすじ
主人公の玲児は占術研究部、通称「戦術研」のメンバー。部の活動内容はオンラインの戦術シミュレーションゲームにいそしむこと。部長の映溜、後輩の芙美香・響と日々息の合ったチームプレイを繰り広げていた。
一番近い場所にいる幼なじみの塔子は授業中も居眠りばかり。直緒はカースト頂点として常にクラスの中心にいた。そこへ転校生の神尾愛生が現れる。

## 登場人物

### 主人公
速水 玲児（はやみ れいじ）
本作の主人公。占術研究部所属。後輩の連城響に階段の上から突き落とされて怪我をしたことが切っ掛けで、時折幻聴が聞こえること以外は普通の男子。一人暮しをしている。占術研究部で占いができるのは彼のみ。

### メインヒロイン
神尾 愛生（かみお あき）
声 - 桐谷華
身長154cm / B:87 W:57 H:85
突然の転校生。美少女であり、人の心を読むことに長け、カースト頂点の座を瞬く間に直緒から奪う。叔父から虐待を受けていると言って玲児の家に転がり込んでくる。極めて計算高い、悪魔的なヒロインである。
章辺 映溜（あきべ える）
声 - 夏埜ゆめ
身長155cm / B:88 W:54 H:86
占術研究部部長。元の占術研究部が前年度部員の卒業により廃部の危機に直面していたところ、前部長との個人的な縁から新部長を引き受けて存続させる。愛生と対極に位置する聖女的なヒロイン。
安納 塔子（あのう とうこ）
声 - 佐々留美子
身長157cm / B:91 W:60 H:88
玲児のクラスメイトで幼なじみ。趣味で小説を書いている。実は本作品自体が彼女の小説であり、玲児の幻聴の謎も彼女が握っている。「安納 塔子」の名前は冒頭のスタッフロールと公式ウェブサイトにさりげなく登場している。
高階 直緒（たかしな なお）
声 - 青山ゆかり
身長160cm / B:84 W:56 H:86
玲児のクラスメイト。人気があり、常にクラスの中心に位置し、無自覚ながら場を盛り上げる術に長けていたが、本人はそんな自分にずっと疑問を持っていた。
乾 芙美香（いぬい ふみか）
声 - 羽鳥いち
身長150cm / B:78 W:54 H:80
占術研究部の後輩。日常会話は単語のみで接続詞がないが、メールやチャットでは普通の言葉遣いができる。背が低いため、購買自販機のリア充野菜ジュースのボタンに手が届かない。

### サブキャラクター
連城 響（れんじょう ひびき）
声 - 柚原みう
身長148cm / B:80 W:53 H:82
占術研究部の後輩。兄の徹は玲児の同級生。階段の上で玲児とふざけていて突き落としてしまった張本人。芙美香の親友。
冴島 多香子（さえじま たかこ）
声 - 葵時緒
身長168cm / B:78 W:54 H:80
玲児たちのクラスの担任教師であり、占術研究部の顧問。
南 小百合（みなみ さゆり）
声 - 葉村夏緒
身長165cm / B:89 W:59 H:88
玲児たちの同級生。おっとりとしたお嬢様。
『Fated Dolls』の「小百合編」のヒロイン。
小山内 美紀（おさない みき）
声 - 葵ゆり
身長162cm / B:88 W:57 H:87
美少女だが、大雑把でがさつな性格。真由と仲がいい。
『Fated Dolls』の「美紀・真由編」のヒロイン。
矢内 香澄（やうち かすみ）
声 - 星野七海
身長158cm / B:80 W:57 H:82
玲児たちの同級生。地味で目立たず、孤立気味。
笠井 陽子（かさい ようこ）
声 - 藤乃理香
身長158cm / B:86 W:56 H:86
直緒の取り巻きの一人。単純で素直な性格をしている。
『Fated Dolls』の「陽子編」のヒロイン。
広瀬 水城（ひろせ みずき）
声 - 御子神猫
身長156cm / B:83 W:56 H:83
玲児たちの同級生。サッカー部のマネージャーをしている。
有島 真由（ありしま まゆ）
声 - 花澤さくら
身長160cm / B:89 W:55 H:85
玲児たちの同級生。おっとりとしており、男子からの人気を集めている。美紀と仲がいい。
『Fated Dolls』の「美紀・真由編」のヒロイン。

## スタッフ
- 原作 / 原案 - 安納塔子
- シナリオ - 嵩夜あや
- キャラクターデザイン・原画 - のり太
- グラフィック - カヴ、アツモリ
- 音楽 - Funczion SOUNDS
- ディレクター - 嵩夜あや

## 主題歌
オープニングテーマ「Hanging garden」
作詞 - 嵩夜あや / 作曲 - 上上上 / 歌 - Marica
挿入歌「restinguitur」
作詞 - 嵩夜あや / 作曲 - Marica / 歌 - Marica
エンディングテーマ「Beyond the night」
作詞 - 嵩夜あや / 作曲 - Funczion SOUNDS / 歌 - Marica

## 反響

### 売り上げ
本作は発売月（2014年6月）の売り上げにおいて、PCpressの集計では6位、Getchu.comの集計では6位を記録した。発売年（2014年）においては、Getchu.comの集計で上半期44位、年間上位50位の圏外、『BugBug』の集計で年間上位20位の圏外であった。

### 人気投票
| 部門名       | Getchu.com | BugBug    | アワード  |
| ------------ | ---------- | --------- | --------- |
| 総合         | 圏外/20位  | 圏外/20位 | 圏外/50位 |
| シナリオ     | 圏外/10位  | 圏外/20位 | 部門なし  |
| グラフィック | 圏外/10位  | 部門なし  | 部門なし  |
| 音楽         | 圏外/10位  | 圏外/20位 | 部門なし  |
| システム     | 圏外/10位  | 圏外/20位 | 部門なし  |
| ヴォイス     | 部門なし   | 圏外/20位 | 部門なし  |
| ムービー     | 圏外/10位  | 部門なし  | 部門なし  |
| エッチ       | 圏外/10位  | 圏外/20位 | 部門なし  |
| キャラクター | 0人/20位   | 0人/20位  | 部門なし  |

本作は発売月（2014年6月）のユーザー人気投票において、Getchu.comの6位を獲得した。発売年（2014年）の人気投票においては、Getchu.comでは全部門で圏外、『BugBug』では全部門で圏外、萌えゲーアワードでは上位50位の圏外であった（表：「2014年の美少女ゲーム人気投票における本作の位置」に一覧を示す。）。

## 関連商品
携帯小説『セミラミスの天秤 〜エンキドゥの虚〜』
著者：嵩夜あや
出版：キャラメルBOX、2014年6月15日、Kindle